# 六氟砷酸铵
六氟砷酸铵是一种无机化合物，化学式为NH4AsF6。它可由氟化铵和五氧化二砷反应制得。
它也可在[SNS]AsF6和苯的反应中生成。它也是六氟砷酸肼（N2H5AsF6）分解的中间产物。